# الیزابت باواریا، ملکه آلمان
الیزابت باواریا، ملکه آلمان (انگلیسی: Elisabeth of Bavaria, Queen of Germany; حدود ۱۲۲۷ – ۹ اکتبر ۱۲۷۳ (۴۵–۴۶ ساله)ُ عضوی از خاندان دودمان ویتلسباخ و ملکه هم‌نشین آلمان بود که در سال ۱۲۴۵ با کنراد چهارم ازدواج کرد.